# Sedum populifolium
Sedum populifolium là một loài thực vật có hoa trong họ Crassulaceae. Loài này được Pall. miêu tả khoa học đầu tiên năm 1776.